# Tấm lòng cha mẹ
Tấm lòng cha mẹ (tiếng Trung: 天下父母心; Bạch thoại tự: Thian-hā Hū-bió-sim; Hán-Việt: Thiên hạ phụ mẫu tâm) là một bộ phim truyền hình tiếng Phúc Kiến Đài Loan phát sóng trên kênh SET Taiwan ở Đài Loan.

## Phân vai

### Nhân vật chính
| Diễn viên      | Nhân vật        | Vai trò |
| Trần Quán Lâm  | Lý Văn Long     | Anh là một người dễ mến, ngay khi cô bạn gái Hiểu Tinh bỏ đi, anh tình cờ gặp Hữu Tuệ và cả hai trở thành bạn tốt. Bà nội Tú Chi của anh có ấn tượng rất tốt với Hữu Tuệ nên khuyên cháu mình theo đuổi cô ấy. Rồi Văn Long và Hữu Tuệ nhanh chóng có cảm tình với nhau. Ngay cả khi đang yêu nhau, mối quan hệ của họ vẫn tiến triển tốt khi cô bạn gái cũ Hiểu Tinh xuất hiện                                              |
| Lý Yến         | Thái Hữu Tuệ    | Cô là một cô gái tốt bụng, nhạy cảm, hoạt bát và rất mạnh mẽ, dẫu cho có chuyện gì buồn phiền trong lòng, sau khi khóc một mình cô gạt nước mắt đi và trở nên hoạt bát và vui vẻ như bình thường. Chỉ khi ở cạnh người chị thân thiết của mình, cô mới thể hiện mặt dễ tổn thương của mình. Sau khi tốt nghiệp khoa kiến trúc, cô làm việc trong một công ty kiến trúc và có tham vọng tạo nên bước đột phá trong công việc. |
| Lưu Chí Hàn    | Trần Chí Huy    | Là một chàng trai tuấn tú, giỏi khiêu vũ và đầy tham vọng, bất chấp có bạn gái thuở nhỏ là Lỗi Lỗi, Chí Huy vẫn bất chấp nhận lời yêu của Hữu Mỹ, cô con gái vị thị trưởng để nhắm đến kế nhiệm chức vụ này, qua đó bị dính vào mối tình ngang trái và không thể tự thoát ra |
| Hàn Du         | Hoàng Lỗi Lỗi   | Là một cô gái thông minh, độc lập và khá có tài thiết kế, Lỗi Lỗi giúp mẹ mình bán cơm gà và tham gia vào công việc thiết kế. Cô và Chí Huy là bạn thanh mai trúc mã và có tình cảm đặc biệt. Song cô không muốn Chí Huy đính hôn với Hữu Mỹ để anh tranh cử chức thị trưởng quận. Bất chấp bị tổn thương nặng nề, Lỗi Lỗi vẫn không thể buông bỏ Chí Huy và tiếp tục yêu anh sâu đậm                                        |
| Liên Tịnh Văn  | Thái Hữu Mỹ     | Được cha mẹ dạy dỗ cẩn thận, học hành đến nơi đến chốn, Hữu Mỹ là một cô gái xinh đẹp, nhã nhặn song xảo quyệt, kiêu ngạo, tha thiết yêu Chí Huy và làm mọi thứ để ngăn cản anh và Lỗi Lỗi đến với nhau, để rồi con đường tình duyên của cô vô cùng gian nan. |
| Diệp Toàn Chân | Tôn Hiểu Tinh   | Là một người phụ nữ sắc sảo và thông mình, cô từng có một mối tình sâu đậm với Văn Long, song đã chuyển đến Mỹ và chia tay anh. Khi cô trở về Trung Quốc, Văn Long và Hữu Tuệ đang phát triển tình cảm với nhau, và mối quan hệ của ba người đã thay đổi. |
| Vương Cảnh Hào | Dương Gia Hào   | Chồng của Hoàng Lỗi Lỗi |
| Giang Quốc Tân | Thái Hữu Đức    | Trước mặt cha mình thì anh tỏ ra ngoan và gia giáo, nhưng khi đi cùng bạn bè và đồng bọn thì rất hạnh phúc và cởi mở, thậm chí phô trương thanh thế của cha mình |
| Hoàng Vũ Hân   | Trương Tú Khanh | Con gái duy nhất của nhà họ Trương |

### Nhà họ Thái
- Liêu Tuấn vai Thái Mậu Tùng, thị trưởng, cha của Hữu Mỹ và Hữu Tuệ
- Lưu Mỹ Linh vai Vương Minh Châu, phu nhân của thị trưởng

### Nhà họ Giang
- Hoắc Chính Kỳ vai Giang Triều Toàn
- Phương Văn Lâm vai Hoàng Chiêu Đệ
- Huỳnh Ngọc Vinh vai Giang Đại Đồng

### Nhà họ Lý
- Vương Mãn Kiều vai Trương Tú Chi
- Y Chính vai Lý Dân Trung
- Đinh Quốc Lâm vai Phương Lệ Quân
- Lâm Hữu Tinh vai Lý Anh Kiệt
- Hồ Điệp Khuyển vai Nguyên Tuy

### Nhà họ Trịnh
- Hạ Tịnh Đình vai Trịnh Thiết Bào
- Miêu Khả Lệ vai Cao Diễm Hồng
- Hồ Hiểu Phương vai Trịnh Nhã Đình

### Nhà họ Chung
- Đàm Học Bân vai Chung Ca
- Trần Quán Lâm vai Chung Thế Khánh

### Nhà họ Dương
- Đặng Quân Đình vai Huỳnh Y Y

### Nhà họ Trần
- Mã Như Phong vai Trần Quốc Khâm, cha của Chí Huy
- Lâm Bội Quân vai Ngô Mỹ Vân, mẹ của Chí Huy
- Tôn Hiệp Chí vai Hồng Kiến Văn
- Trần Bội Kỳ vai Trần Chí Linh, em gái của Chí Huy
- Liêu Bách Tường vai Trần Vĩnh Khang
- Thái Quân Kỳ vai Trần Di Ân

### Nhà họ Hà
- Lý Phương Văn vai Hà Lê Lê

### Nhà họ Lưu
- Dương Liệt vai Lưu Thiên Đinh
- Tô Bỉnh Hiến vai Lưu Tuấn Hiền
- Lý Lượng Cẩn vai Lưu Thái Huyên
- Châu Hữu Bình vai Thái An Bình/Lưu An Bình

### Nhà họ Bạch
- Dương Tú Huệ vai Bạch Ngọc Lan
- Mã Yếu Hưng vai Thẩm Quốc Khánh/Đinh Quốc Khánh
- Lượng Triết vai Cao Nhân Cát
- Du Thi Cảnh vai Bạch Hải Yến

### Nhà họ Diệp
- Trần Thục Phương vai Chân Tú Châu
- Dương Khánh Hoàng vai Diệp Thắng Xương
- Lâm Tử Uyên vai Diệp Thiên Mẫn
- Lâm Vi Quân vai Diệp Thiên Ức

### Nhà họ Tôn
- Trần Nhã Bình vai Tôn Mỹ Hoa

### Nhà họ Phan
- Kha Tố Vân vai Cao Tâm Mai
- Tống Đạt Dân vai Phan Chính Hoằng

### Nhà họ Vương
- Vương Hào vai Vương Phú Quý

## Phát sóng tại Đài Loan
Tính đến tháng 6 năm 2011, bộ phim phát sóng tại Đài Loan, quốc gia sản xuất tác phẩm mỗi tối hàng tuần vào khung giờ vàng (20:00) với các tập phim có thời lượng từ 135 tới 150 phút tính cả các chương trình quảng cáo. Các nhà sản xuất phim đã nhận dược tài trợ từ Cục tân văn viện hành chính để sản xuất bộ phim theo định dạng độ nét cao.

## Phát sóng quốc tế

### Việt Nam
Bản lồng tiếng Việt "Tấm lòng cha mẹ" được phát sóng trên kênh truyền hình miền Nam Việt Nam (VTV9), Đài tiếng nói Việt Nam (VOV TV), Đài truyền hình cáp Sài Gòn (SCTV), Kênh truyền hình Vĩnh Long (THVL).

### Malaysia
Bộ phim đang được phát sóng trên kênh 8TV bằng tiếng tiếng Đài Loan gốc dưới tựa đề tiếng Anh là My Family My Love, chiếu hai tập phim trong hai giờ đồng hồ từ Thứ Hai đến Thứ Sáu, lúc 11:30 MST và 13:00 MST với 30 phút nghỉ để chiếu bản tin trưa tiếng Quan thoại vào lúc 12:30 MST.

### Singapore
Do luật phát sóng địa phương cấm phát chương trình truyền hình hoặc phát thanh bằng phương ngữ tiếng Trung, bộ phim đã được lồng tiếng Quan thoại khi được phát trên kênh MediaCorp Channel 8 của Singapore, biến đây thành kênh đầu tiên phát sóng bộ phim bằng tiếng Quan thoại. Bộ phim được phát lại vào Thứ Hai tới Thứ Năm lúc 10.30 sáng tới 12.30 chiều trên kênh Mediacorp Channel 8, tiếp sóng chương trình Thiên hạ đệ nhất vị. Đây là bộ phim truyền hình thứ tư của Đài Loan được phát sóng tại Singapore.